# كأس أرمينيا 2005
كأس أرمينيا 2005 (بالأرمنية: Հայաստանի ֆուտբոլի գավաթ 2005)‏ هو الموسم 14 من كأس أرمينيا. أقيم خلال الفترة 8 مارس 2005 وحتى 9 مايو 2005، وأشرف على تنظيمه اتحاد أرمينيا لكرة القدم، وكان عدد الأندية المشاركة فيه 17، وفاز فيه نادي ميكا.